# Shaad Ali
Shaad Ali de son vrai nom Shaad Ali Sehgal est un réalisateur indien de Bollywood fils de Muzaffar Ali.

## Filmographie

### Films
- 2002 : Dil Se.., de Mani Ratnam (assistant de Mani Ratnam)
- 2002 : Saathiya
- 2005 : Bunty Aur Babli
- 2007 : Jhoom Barabar Jhoom
- 2014 : Kill Dil
- 2017 : OK Jaanu
- 2018 : Soorma

### Séries télévisées
- 2020 : Pawan and Pooja (4 épisodes)
- 2021 : Call My Agent Bollywood (6 épisodes)
- 2022 : Bloody Brothers